# Апуи

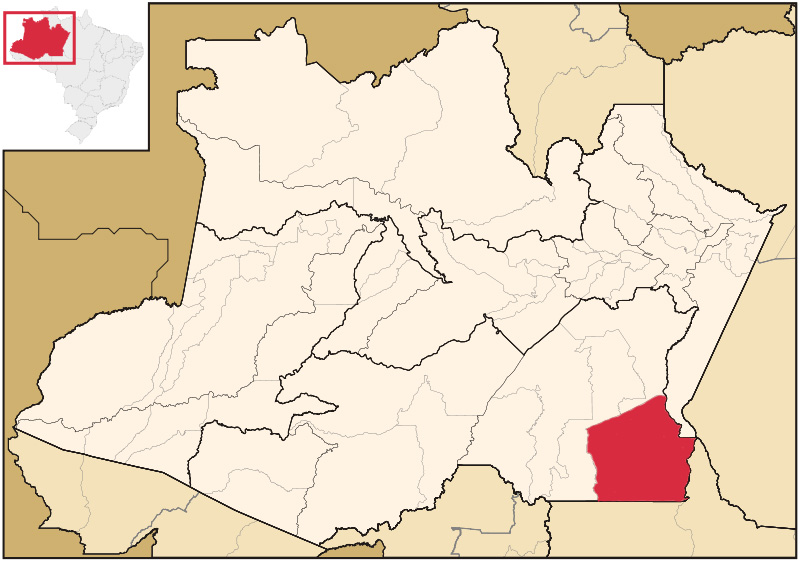
Апуи на карте штата.

Апуи (порт. Apuí)  —  муниципалитет в Бразилии, входит в штат Амазонас. Составная часть мезорегиона Юг штата Амазонас. Входит в экономико-статистический микрорегион Мадейра. Население составляет 18 007 человек на 2010 год. Занимает площадь 54 246,66 км². Плотность населения — 0,33 чел./км².

## История
Город основан в 1988 году.

## География
Климат местности: тропический.

## Границы
Муниципалитет граничит:
- на севере —  муниципалитет Борба
- на северо-востоке —  муниципалитет Мауэс
- на востоке и на юге —  штат Мату-Гросу
- на западе —  муниципалитет Нову-Арипуанан

## Демография
Согласно сведениям, собранным в ходе переписи 2010 г. Национальным институтом географии и статистики (IBGE), население муниципалитета составляет:
| Полное население                               | Полное население                               | Полное население                               | Полное население                               | 18 007 |
| ---------------------------------------------- | ---------------------------------------------- | ---------------------------------------------- | ---------------------------------------------- | ------ |
| в том числе:                                   | Городское население                            | 10 595                                         | Процент городского населения, %                | 58,84  |
|                                                | Сельское население                             | 7412                                           | Процент сельского населения, %                 | 41,16  |
|                                                | Мужское население                              | 9551                                           | Процент мужского населения, %                  | 53,04  |
|                                                | Женское население                              | 8456                                           | Процент женского населения, %                  | 46,96  |
| Плотность населения, чел/км²                   | Плотность населения, чел/км²                   | Плотность населения, чел/км²                   | Плотность населения, чел/км²                   | 0,33   |
| Население муниципалитета в % к населению штата | Население муниципалитета в % к населению штата | Население муниципалитета в % к населению штата | Население муниципалитета в % к населению штата | 0,52   |

По данным оценки 2015 года, население муниципалитета составляет 20 648 жителей.

## Важнейшие населенные пункты
| № | Населённый пункт | Населённый пункт (порт.) | Категория | Население чел. (2010) | На карте                       |
| - | ---------------- | ------------------------ | --------- | --------------------- | ------------------------------ |
| 1 | Апуи             | Apuí                     | город     | 10 595                | 7°11′53″ ю. ш. 59°53′04″ з. д. |
| 2 | Сукундури        | Sucunduri                | поселок   | 765                   | 6°47′53″ ю. ш. 59°02′51″ з. д. |